# 埃爾維斯塔 (伊利諾伊州)
埃爾維斯塔（英語：Edwards）是位於美國伊利諾伊州皮奧里亞縣的一個非建制地區。該地的面積和人口皆未知。

## 地理
埃爾維斯塔的座標為40°43′44″N 89°37′45″W / 40.72889°N 89.62917°W，而該地的平均海拔高度為195米（即636英尺）。